# Hofgarten (Schwarzenberg)
Hofgarten ist ein Ortsteil der Stadt Schwarzenberg im sächsischen Erzgebirge.

## Geschichte

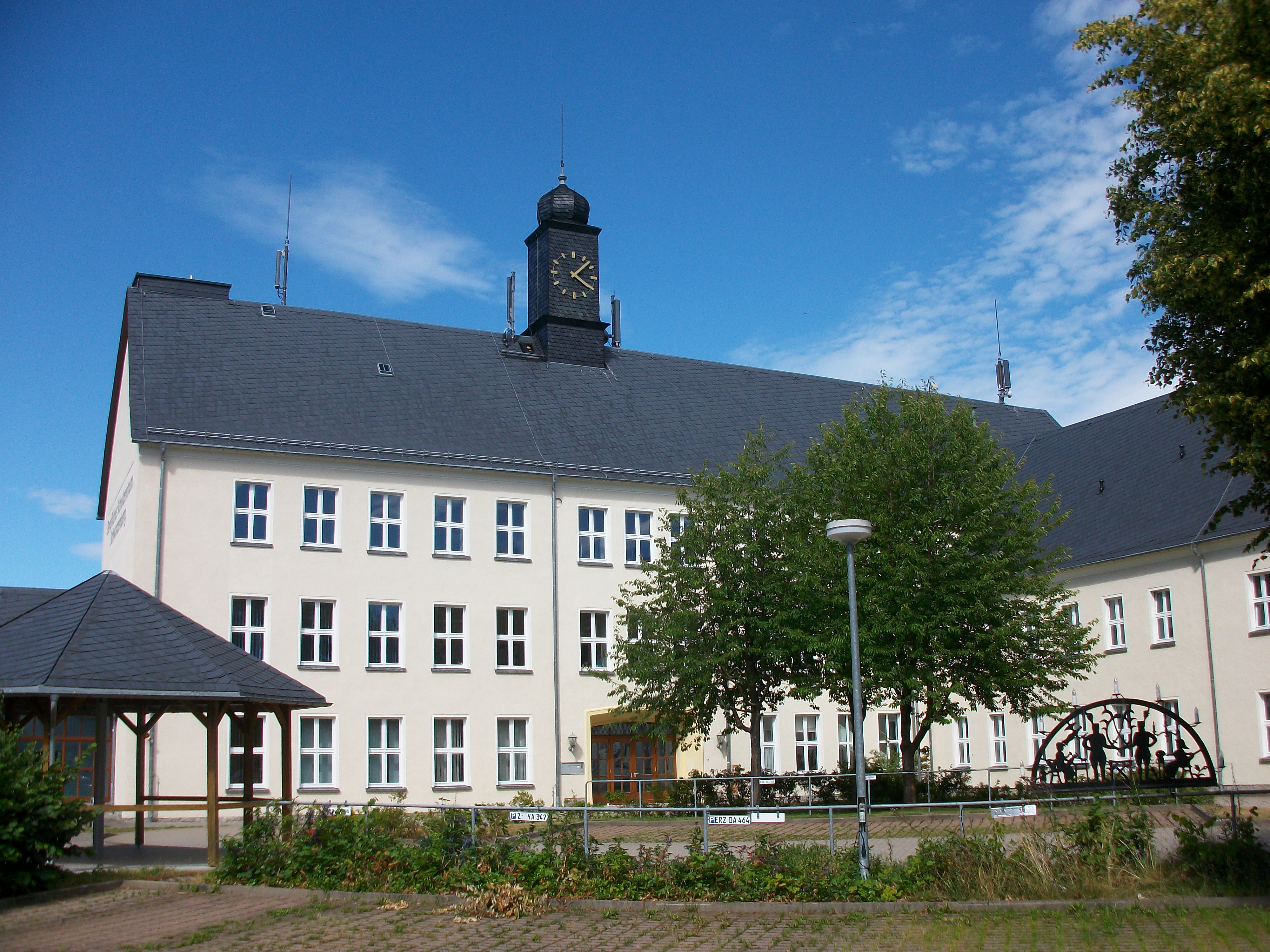
Berufliches Schulzentrum (BSZ) in Hofgarten

Die Ursprünge der Siedlung liegen in einem der Herrschaft Schwarzenberg gehörigen, außerhalb der Stadtmauern gelegenen und unter anderem zum Hopfenanbau genutzten Garten, der mit Holzplanken eingefriedet war. Im 16. Jahrhundert in das Eigentum verschiedener Bürger übergegangen, diente er noch lange Zeit als Vorbefestigung der Stadt.
Im Rahmen einer Erweiterung der Schwarzenberger Siedlungsfläche durch einen raschen Bevölkerungsanstieg nach dem Zweiten Weltkrieg entstand zwischen 1956 und 1971 die mit mehrgeschossigen Wohnhäusern bebaute Hofgartensiedlung.
Hauptgebäude und Turnhalle der 1956 entstandenen Betriebs-Berufsschule für Metall-Facharbeiter „Ernst Scheffler“ werden heute als Berufliches Schulzentrum für Ernährung, Sozialwesen und Wirtschaft genutzt und stehen unter Denkmalschutz. Das Landratsamt Schwarzenberg hatte zeitweise seine Diensträume im Gebäude Am Hofgarten 1. Weitere Einrichtungen im Stadtteil sind zwei Pflegeheime, ein Begegnungszentrum und eine Kindertagesstätte.